# Ivan Vrba
Ivan Vrba (nascido em 15 de junho de 1977) é um ciclista tcheco que participa de competições de ciclismo de pista.
Com a equipe tcheca, ele competiu em duas edições dos Jogos Olímpicos. Em Sydney 2000, onde terminou em décimo primeiro lugar na prova de velocidade; e em Atenas 2004, alcançando a décima colocação no Keirin.

## Palmarès
| Data                    | Colocação | Evento                  | Competição          | Local     | País      |
| ----------------------- | --------- | ----------------------- | ------------------- | --------- | --------- |
| 28 de maio de 2000      | 1º        | Keirin                  | Copa do Mundo       | Cáli      | Colômbia  |
| 1 de junho de 2002      | 3º        | Scratch                 | Copa do Mundo       | Moscou    | Rússia    |
| 10 de agosto de 2002    | 1º        | Scratch                 | Copa do Mundo       | Kunming   | China     |
| 14 de fevereiro de 2003 | 3º        | Keirin                  | Copa do Mundo       | Moscou    | Rússia    |
| 27 de maio de 2004      | 3         | Keirin                  | Campeonato do Mundo | Melbourne | Austrália |
| 5 de novembro de 2004   | 3º        | Keirin                  | Copa do Mundo       | Moscou    | Rússia    |
| outubro de 2005         | 3º        | Perseguição por equipes | Campeonato nacional | Praga     | Chéquia   |
| outubro de 2005         | 1º        | Keirin                  | Campeonato nacional | Praga     | Chéquia   |